# Hiến Thánh Từ Liệt Hoàng hậu
Hiến Thánh Từ Liệt Hoàng hậu (chữ Hán: 憲聖慈烈皇后, 18 tháng 9, 1115 - 19 tháng 12, 1197), còn gọi là Thọ Thánh Hoàng thái hậu (壽聖皇太后), là Hoàng hậu thứ hai của Tống Cao Tông Triệu Cấu.
Bà là người đức cao vọng trọng, phò tá Tống Cao Tông trong thời kì khó khăn, muôn phần được tín nhiệm. Tuy không phải là sinh mẫu của Tống Hiếu Tông nhưng bà vẫn được tôn trọng và kính cẩn. Theo đó, các đời Tống Quang Tông và Tống Ninh Tông bà trở thành trưởng bối tối cao trong hậu cung Nam Tống mặc dù trên thực tế, bà không có quan hệ ruột thịt đối với các vị Hoàng đế này. Bà cùng với Hiếu Chiêu Thượng Quan Hoàng hậu của Hán Chiêu Đế là hai Hoàng hậu đối với các Hoàng đế tại vị không hề có quan hệ máu mủ mà chỉ là trên danh nghĩa nhưng lại giữ ngôi vị cao quý cung phụng nhất.

## Tiểu sử

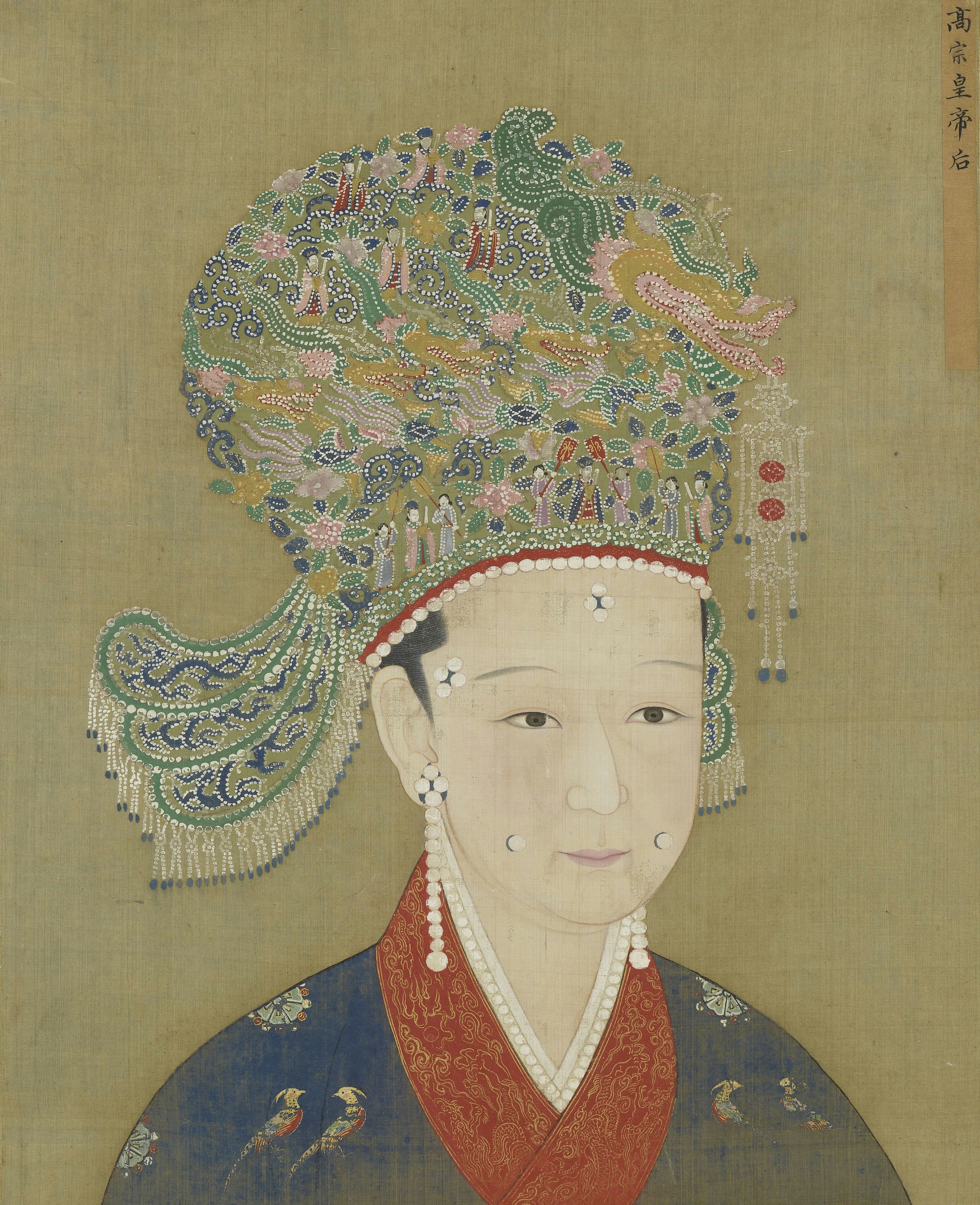
Hiến Thánh Từ Liệt Hoàng hậu Ngô thị.

Hiến Thánh Từ Liệt Hoàng hậu có tên đầy đủ là Ngô Thược Phân (吴勺芬) ở Khai Phong (nay thuộc tỉnh Hà Nam), phụ thân là Vũ Dực lang Ngô Cận (吴近). Một hôm, Ngô Cận nằm mộng thấy ở trong một ngôi đình, có chữ "Thị Khang" (侍康), xung quanh trồng rất nhiều hoa thược dược xinh đẹp. Năm bà 14 tuổi thì mỹ mạo xuất chúng, nhập phủ Khang vương Triệu Cấu tức Tống Cao Tông, Ngô Cận nhớ lại giấc mộng xưa, cho là điềm hỉ sự.
Khi Tống Cao Tông lên ngôi tại Lâm An, Nam Tống còn sơ khai, truy binh của nhà Kim còn hăm he, bà luôn mặc quân phục, trang bị binh khí, luôn sát cánh bên Tống Cao Tông không rời. Bà tuy không thành thạo thi thư, nhưng tính người thông tuệ, lại sảng khoái. Nhà Kim nam tiến, Tống Cao Tông phải đi thuyền từ Định Hải (Trấn Hải, Chiết Giang) đến Xương Quốc (Phổ Đà, Chiết Giang). Khi thuyền đang đi, có con cá nhảy lên đầu thuyền, có vẻ vui mừng, bà buột miệng nói: "Thử chu nhân bạch ngư chi tường dã", tức sự tích Chu Vũ vương hưng khởi phạt nhà Thương. Tống Cao Tông nghe thế đại hỉ, phong bà làm Hòa Nghĩ Quận phu nhân (和义郡夫人).
Khi Tống Cao Tông về lại Việt Châu, tấn phong bà thành Tài nhân (才人). Ngô Tài nhân sau khi được tấn phong, ra sức tiếp cận thi thư, có nhiều điều thông tuệ, đặc biệt là thư pháp. Không lâu sau, bà cùng Trương Tiệp dư được lập làm Uyển nghi (婉仪), rồi cuối cùng là Quý phi (贵妃).

## Nhập cung

### Hoàng hậu Nam Tống
Năm Thiệu Hưng thứ 12 (1142), tháng 8, mẹ của Tống Cao Tông là Hiển Nhân Hoàng thái hậu được nhà Kim trao trả, ngự ở Từ Ninh cung (慈寧宮). Ngô Quý phi với thân phận cao nhất đón tiếp Thái hậu chu đáo, rất được yêu mến. Cũng lúc đó, tin tức về cái chết của Hiến Tiết Hoàng hậu Hình thị truyền tới Lâm An, khiến cho Tống Cao Tông đau khổ cùng cực. Ngô Quý phi hiểu lòng phu quân, lập tức định hôn hai người cháu là Ngô Tuân (吳珣) và Ngô Cư (吳琚) cho 2 nữ nhân trong họ của Hình hoàng hậu để an ủi vong linh bà.
Tể tướng Tần Cối dâng sớ tâu lập Kế hậu, Hoàng thái hậu ngỏ ý sách lập Ngô Quý phi. Năm Thiệu Hưng thứ 13 (1143), Ngô Quý phi được chính thức sách phong làm Hoàng hậu.
Bấy giờ, con trai duy nhất của Tống Cao Tông là Hoàng tử Triệu Phu qua đời. Trong hậu cung, Trương Hiền phi nhận nuôi dưỡng Triệu Bá Tông (赵伯琮), dòng dõi con cháu của Tống Thái Tổ. Khi Ngô hoàng hậu còn là Tài nhân đã nhận tông thất Triệu Cừ (赵璩) làm con của mình. Sau khi Trương Hiền phi bệnh mất, Triệu Bá Tông được Ngô hoàng hậu nuôi dưỡng, đối với hai người con nuôi, Ngô hoàng hậu tích cực nuôi dưỡng, không thiên vị ai cả.
Tống Cao Tông phong Triệu Bá Tông làm Phổ An Quận vương (普安郡王) còn Triệu Cừ làm Ân Bình Quận vương (恩平郡王). Triệu Bá Tông tính tình cung kiệm, thích đọc sách, Ngô hoàng hậu khuyên Tống Cao Tông lập làm Hoàng tử. Tống Cao Tông chấp thuận, sách phong Triệu Bá Tông làm Kiến vương (建王), đổi tên thành Triệu Thận (赵昚). Triệu Cừ nhận mệnh đến ở tại Thiệu Hưng.

### Thái thượng Hoàng hậu
Năm Thiệu Hưng thứ 32 (1162), Tống Cao Tông nhượng vị, Triệu Thận nối ngôi, tức Tống Hiếu Tông. Tống Cao Tông được tôn làm Thái thượng hoàng còn Ngô hoàng hậu trở thành Thái thượng hoàng hậu, cùng ngự ở Đức Thọ cung (德寿宫).
Không lâu sau, Tống Hiếu Tông tôn bà thành Thọ Thánh Thái thượng hoàng hậu (壽聖太上皇后). Sau nhiều lần dâng tôn hiệu, toàn xưng Thọ Thánh Tề Minh Quảng Từ Bị Đức Thái thượng hoàng hậu (壽聖齊明廣慈備德太上皇后).

### Hoàng thái hậu
Năm Thuần Hi thứ 14 (1187), Tống Cao Tông băng hà, di chiếu cải xưng Ngô hoàng hậu trở thành Hoàng thái hậu. Tống Hiếu Tông làm lễ nghênh đón Ngô Thái hậu về Đại nội nhưng Ngô Thái hậu nhất quyết ở lại Đức Thọ cung, chỉ đổi tên thành Từ Phúc điện (慈福殿).
Năm Thuần Hi thứ 16 (1189), Tống Hiếu Tông nhượng vị,  Tống Quang Tông nối ngôi. Ngô Thái hậu được dâng tôn hiệu Thọ Thánh Hoàng thái hậu (壽聖皇太后). Vì Tống Hiếu Tông trở thành Thái thượng hoàng xưng "Thọ Hoàng" (壽皇), nên Thọ Thánh Hoàng thái hậu không thể được tôn làm Thái hoàng thái hậu.

### Thái hoàng thái hậu
Năm Thiệu Hi thứ 4 (1193), Thọ Thánh Hoàng thái hậu thọ 80 tuổi. Tống Quang Tông dâng sách vàng, tôn hiệu thành Thọ Thánh Long Từ Bị Phúc Hoàng thái hậu (壽聖隆慈备福皇太后). Năm thứ 5 (1194), mùa xuân, Tống Quang Tông suất quần thần làm lễ Khánh thọ, Gia vương Triệu Khoáng (赵扩) làm trắc theo hầu, dâng lên Thọ Thánh Long Từ Bị Phúc Hoàng thái hậu lễ vật và biểu mừng. Mùa hạ năm đó, Tống Hiếu Tông băng hà, Thọ Thánh Long Từ Bị Phúc Hoàng thái hậu trở thành Thái hoàng thái hậu, lúc này bà đã 81 tuổi.
Tháng 9 năm đó, Tống Quang Tông lâm trọng bệnh, không thể chủ trì tang sự cho Tống Hiếu Tông, tể tướng thỉnh ý Ngô Thái hoàng thái hậu đứng ra chủ trì tang sự nhưng bà từ chối. Sở dĩ có trường hợp này là vì cố sự Đường Túc Tông khi xưa, không thể không có người chủ trì. Do kiến nghị ngày một nhiều và trọng điểm là lời tâu của Khu mật xứ Triệu Nhữ Ngu (赵汝愚), Ngô Thái hoàng thái hậu đành chấp thuận ý kiến chủ trì "Thùy liêm thính chánh" tại Tử cung của Tống Hiếu Tông, tuyên theo Tống Quang Tông chỉ ý, lập Gia vương Triệu Khoáng lên ngôi tức Tống Ninh Tông. Sự việc sau khi xong, Ngô Thái hoàng thái hậu liền quy chánh, bỏ việc thùy liêm còn Tống Quang Tông thì lui về làm Thái thượng hoàng.
Năm Khánh Nguyên thứ nhất (1195), Ngô Thái hoàng Thái hậu được Tống Ninh Tông tôn hiệu Quang Hựu Thái hoàng thái hậu (光祐太皇太后), dâng ngự ở Trùng Hoa cung (重华宫). Vì Tống Quang Tông trở thành Thái thượng hoàng nên Tống Ninh Tông không thể tôn Quang Hựu Thái hoàng Thái hậu làm Thái Thái hoàng thái hậu.
Năm Khánh Nguyên thứ 3 (1197), ngày 2 tháng 11 (âm lịch), Quang Hựu Thái hoàng thái hậu giá băng, thọ 84 tuổi. Thụy hiệu đầy đủ là Hiến Thánh Từ Liệt Hoàng hậu (憲聖慈烈皇后), an táng tại Vĩnh Tư lăng (永思陵).